# Il trono di fuoco (film 1969)
Il trono di fuoco (The Bloody Judge) è un film del 1969 diretto da Jesús Franco.
Tra i film meno personali di Jesús Franco, si presenta come un convenzionale dramma storico con alcune scene di compiaciuta violenza.
Con ogni probabilità, fu girato sull'onda del successo de Il grande inquisitore di Michael Reeves (1968).
Uscì in numerosi paesi, con differenze significative. La versione più lunga è quella inglese, intitolata The Bloody Judge, che tuttavia manca completamente della fondamentale scena del lago, nella quale Mary tenta il suicidio, è salvata da Harry e se ne innamora.
Nel 1972 Franco ne ha girato un sequel intitolato Les démons.

## Titoli e versioni alternative
- The Bloody Judge (Gran Bretagna), titolo originale e riconosciuto dal regista
- El proceso de las brujas (Spagna)
- El juez sangriento (Spagna)
- Il trono di fuoco (Italia)
- Il giudice sanguinario (Italia)
- Der Hexentöter von Blackmoor (Germania), tagliata drasticamente ma con inserti sadicoerotici
- Night of the Blood Monster (USA)
- Le Trône de Feu (Francia)
- De Sadistische Rechter (Paesi Bassi)
- Le Bûcher aux Sorcières (Belgio)
- Le Trône de l'Exorciste (Belgio)

## Trama
Inghilterra, fine XVII secolo. Il sadico giudice Lord Jeffreys condanna al rogo Alicia Grey, accusata ingiustamente di stregoneria. Ma in realtà, il giudice si serve delle presunte streghe semplicemente al fine di sostenere la propria attività politica e di soddisfare i propri bisogni sessuali. La sorella Mary e il suo innamorato, Harry Selton, figlio del conte di Wessex, decidono così di vendicare Alicia.